# Geltrude Righetti-Giorgi
Répertoire
Bel canto Rossini
Geltrude Righetti (1793–1862) est une cantatrice italienne (contralto) associée aux opéras de Gioachino Rossini. Elle est parfois nommée Geltrude Giorgi-Righetti ou Geltrude Righetti-Giorgi, Giorgi étant le nom de son mari, un avocat.

## Biographie
Née à Bologne, elle étudie et fait ses débuts dans cette ville en 1811 dans un opéra de Domenico Cimarosa. Le 20 février 1816, elle crée le rôle de Rosine dans le Barbier de Séville de Rossini, au Teatro di Torre Argentina à Rome, et, le 28 janvier 1817, elle crée La Cenerentola du même compositeur au Teatro Valle de Rome.
Sa carrière fut assez brève et interrompue au moment de son mariage. À partir de 1816, elle chanta surtout dans les opéras de Rossini (Le Barbier de Séville et L'italiana in Algeri, plus rarement dans La Cenerentola ou Le Turc en Italie) mais aussi Mozart (Zerlina dans Don Giovanni ou Bettina de Ser Marcantonio de Stefano Pavesi). Sa voix allait du fa grave au si bémol aigu. Elle se retira de la scène en 1822.
En 1823, en réponse à un article de Stendhal, publié en anglais sous le pseudonyme d'Alceste, elle écrit ses souvenirs intitulés : « Cenni di una donna già cantante sopra il Maestro Rossini... », avec un chapitre évoquant la première du Barbier de Séville.
Elle décède à Bologne en 1862.